# Laura Muir
Laura Muir (ur. 9 maja 1993 w Milnathort) – brytyjska lekkoatletka specjalizująca się w biegach średniodystansowych.
W 2013 zajęła 8. miejsce w biegu na 1500 metrów podczas halowych mistrzostw Europy. Brązowa medalistka młodzieżowego czempionatu Europy w Tampere (2013). W tym samym roku dotarła do półfinału 800 metrów podczas mistrzostw świata w Moskwie. W 2015 startowała na mistrzostwach Europy w przełajach, podczas których zajęła 4. miejsce w biegu młodzieżowców oraz zdobyła złoty medal w klasyfikacji drużynowej. Siódma zawodniczka biegu na 1500 metrów podczas igrzysk olimpijskich w Rio de Janeiro (2016). W 2017 w Belgradzie została halową mistrzynią Europy w biegach na 1500 i 3000 metrów, zaś w tym samym roku w Londynie zawodniczka zajęła czwarte i szóste miejsce na dystansach 1500 i 5000 metrów. W kolejnym sezonie zdobyła srebrny i brązowy medal podczas halowego czempionatu globu w Birmingham (2018). W 2019 ponownie zdobyła złote medale halowych mistrzostw Europy na 1500 i 3000 metrów. W 2021 zdobyła srebrny medal w biegu na 1500 metrów podczas igrzysk olimpijskich w Tokio. Rok później stanęła na najniższym stopniu podium światowego czempionatu w Eugene, zdobyła złoty medal w biegu na 1500 metrów i brązowy w biegu na 800 metrów na igrzyskach Wspólnoty Narodów w Birmingham oraz złoty medal na 1500 metrów na mistrzostwach Europy w Monachium. W 2023 zwyciężyła w biegu na 1500 metrów na halowych mistrzostwach Europy w Stambule.
Złota medalistka mistrzostw Wielkiej Brytanii.

## Osiągnięcia
| Rok  | Impreza                                   | Miejsce        | Konkurencja           | Lokata      | Wynik    | Reprezentacja |
| ---- | ----------------------------------------- | -------------- | --------------------- | ----------- | -------- | ------------- |
| 2011 | Mistrzostwa Europy w biegach przełajowych | Velenje        | bieg juniorek         | 31. miejsce | 14:06    | GBR           |
| 2012 | Mistrzostwa świata juniorów               | Barcelona      | bieg na 3000 m        | 16. miejsce | 9:40,81  | GBR           |
| 2013 | Halowe mistrzostwa Europy                 | Göteborg       | bieg na 1500 m        | 6. miejsce  | 4:18,39  | GBR           |
| 2013 | Młodzieżowe mistrzostwa Europy            | Tampere        | bieg na 1500 m        | 3. miejsce  | 4:08,19  | GBR           |
| 2013 | Mistrzostwa świata                        | Moskwa         | bieg na 800 m         | półfinał    | 2:00,83  | GBR           |
| 2014 | Halowe mistrzostwa świata                 | Sopot          | bieg na 800 m         | eliminacje  | 2:02,55  | GBR           |
| 2014 | Igrzyska Wspólnoty Narodów                | Glasgow        | bieg na 1500 m        | 11. miejsce | 4:14,21  | SCO           |
| 2014 | Mistrzostwa Europy                        | Zurych         | bieg na 1500 m        | eliminacje  | 4:14,69  | GBR           |
| 2015 | Halowe mistrzostwa Europy                 | Praga          | bieg na 3000 m        | 4. miejsce  | 8:52,44  | GBR           |
| 2015 | Mistrzostwa świata                        | Pekin          | bieg na 1500 m        | 5. miejsce  | 4:11,48  | GBR           |
| 2015 | Mistrzostwa Europy w biegach przełajowych | Hyères         | bieg młodzieżowców    | 4. miejsce  | 19:53    | GBR           |
| 2015 | Mistrzostwa Europy w biegach przełajowych | Hyères         | drużyna młodzieżowców | 1. miejsce  |          | GBR           |
| 2016 | Igrzyska olimpijskie                      | Rio de Janeiro | bieg na 1500 m        | 7. miejsce  | 4:12,88  | GBR           |
| 2017 | Halowe mistrzostwa Europy                 | Belgrad        | bieg na 1500 m        | 1. miejsce  | 4:02,39  | GBR           |
| 2017 | Halowe mistrzostwa Europy                 | Belgrad        | bieg na 3000 m        | 1. miejsce  | 8:35,67  | GBR           |
| 2017 | Mistrzostwa świata                        | Londyn         | bieg na 1500 m        | 4. miejsce  | 4:02,97  | GBR           |
| 2017 | Mistrzostwa świata                        | Londyn         | bieg na 5000 m        | 6. miejsce  | 14:52,07 | GBR           |
| 2018 | Halowe mistrzostwa świata                 | Birmingham     | bieg na 1500 m        | 2. miejsce  | 4:06,23  | GBR           |
| 2018 | Halowe mistrzostwa świata                 | Birmingham     | bieg na 3000 m        | 3. miejsce  | 8:45,78  | GBR           |
| 2018 | Mistrzostwa Europy                        | Berlin         | bieg na 1500 m        | 1. miejsce  | 4:03,08  | GBR           |
| 2019 | Halowe mistrzostwa Europy                 | Glasgow        | bieg na 1500 m        | 1. miejsce  | 4:05,92  | GBR           |
| 2019 | Halowe mistrzostwa Europy                 | Glasgow        | bieg na 3000 m        | 1. miejsce  | 8:30,61  | GBR           |
| 2019 | Mistrzostwa świata                        | Doha           | bieg na 1500 m        | 5. miejsce  | 3:55,76  | GBR           |
| 2021 | Igrzyska olimpijskie                      | Tokio          | bieg na 1500 m        | 2. miejsce  | 3:54,50  | GBR           |
| 2022 | Mistrzostwa świata                        | Eugene         | bieg na 1500 m        | 3. miejsce  | 3:55,28  | GBR           |
| 2022 | Igrzyska Wspólnoty Narodów                | Birmingham     | bieg na 800 m         | 3. miejsce  | 1:57,87  | SCO           |
| 2022 | Igrzyska Wspólnoty Narodów                | Birmingham     | bieg na 1500 m        | 1. miejsce  | 4:02,75  | SCO           |
| 2022 | Mistrzostwa Europy                        | Monachium      | bieg na 1500 m        | 1. miejsce  | 4:01,08  | GBR           |
| 2023 | Halowe mistrzostwa Europy                 | Stambuł        | bieg na 1500 m        | 1. miejsce  | 4:03,40  | GBR           |
| 2023 | Mistrzostwa świata                        | Budapeszt      | bieg na 1500 m        | 6. miejsce  | 3:58,58  | GBR           |
| 2024 | Halowe mistrzostwa świata                 | Glasgow        | bieg na 3000 m        | 5. miejsce  | 8:29,76  | GBR           |
| 2024 | Igrzyska olimpijskie                      | Paryż          | bieg na 1500 m        | 5. miejsce  | 3:53,37  | GBR           |

## Rekordy życiowe
- bieg na 800 metrów (stadion) – 1:56,73 (2021)
- bieg na 800 metrów (hala) – 1:58,44 (2020)
- bieg na 1000 metrów (stadion) – 2:30,82 (2020) rekord Wielkiej Brytanii, 7. wynik w historii światowej lekkoatletyki
- bieg na 1000 metrów (hala) – 2:31,93 (2017) rekord Europy
- bieg na 1500 metrów (stadion) – 3:53,37 (2024)
- bieg na 1500 metrów (hala) – 3:59,58 (2021) rekord Wielkiej Brytanii, 5. wynik w historii światowej lekkoatletyki
- bieg na milę – 4:15,24 (2023) rekord Wielkiej Brytanii
- bieg na milę (hala) – 4:18,75 (2019) rekord Wielkiej Brytanii
- bieg na 3000 metrów (stadion) – 8:30,53 (2022)
- bieg na 3000 metrów (hala) – 8:26,41 (2017) rekord Europy
- bieg na 5000 metrów (stadion) – 14:48,14 (2023)
- bieg na 5000 metrów (hala) – 14:49,12 (2017) rekord Wielkiej Brytanii